# Michail Wladimirowitsch Kurlenja
Michail Wladimirowitsch Kurlenja (russisch Михаил Владимирович Курленя; * 3. Oktober 1931 in Bolotnoje) ist ein russischer Geophysiker.

## Leben
Kurlenja schloss das Studium an der Bergbau-Fakultät des Polytechnischen Instituts Tomsk 1953 mit Auszeichnung ab. Nach der dreijährigen Aspirantur verteidigte er 1956 seine Kandidat-Dissertation über die Regulierung des Gesteinsdrucks beim Abbau von Kohlelagerstätten. Darauf wurde er Assistent des Vizedekans der Bergbau-Fakultät des Polytechnischen Instituts Tomsk.
1960 wurde Kurlenja auf Einladung Timofei Fjodorowitsch Gorbatschows wissenschaftlicher Mitarbeiter im Laboratorium für Gebirgsdruck des Instituts für Bergbauangelegenheiten  (Bergwissenschaften, IGD) der Sibirischen Abteilung (SO) der Akademie der Wissenschaften der UdSSR (AN-SSSR, seit 1991 Russische Akademie der Wissenschaften (RAN)) in Nowosibirsk. 1962–1963 studierte er an der mechanisch-mathematischen Fakultät der Universität Nowosibirsk im Rahmen des Programms zur Anwendung der modernen Methoden der Mathematik und Mechanik in der wissenschaftlichen Arbeit. 1973 verteidigte er seine Doktor-Dissertation über experimentelle Methoden zur Bestimmung des Spannungszustands in Sedimentgesteinen.
Kurlenjas Forschungsschwerpunkt wurde die Geomechanik und insbesondere die Dynamik der Prozesse beim Abbau von Bodenschätzen. Damit wurde er Gründer einer neuen wissenschaftlichen Schule. 1987 wurde er als Nachfolger Jewgeni Iwanowitsch Schemjakins Direktor des IGD. Er wurde 1987 zum Korrespondierenden Mitglied der AN-SSSR und 1991 zum Vollmitglied der RAN in der Sektion für Erdwissenschaften und Ökologie gewählt. 1994 wurde er Vollmitglied der Akademie der Bergbauwissenschaften. Er war an einem Programm des Rats für gegenseitige Wirtschaftshilfe für die Erstellung eines Instrumentariums für die Bergbau-Geophysik sowie an der Erprobung neuer Geräte und Ausrüstungen in Gruben und Bergwerken in Russland, Deutschland, Polen und Ungarn beteiligt.
2003 ging Kurlenja in den Ruhestand und war bis 2012 Berater der RAN. Direktor des IGD, das seit 2010  Nikolai Andrejewitsch Tschinakals Namen trägt, wurde Wiktor Nikolajewitsch Oparin. Als 2013 der Kandidat der technischen Wissenschaften Andrei Sergejewitsch Kondratenko Leiter des IGD wurde, übernahm Kurlenja noch einmal das Direktorenamt.

## Ehrungen, Preise
- Ehrenzeichen der Sowjetunion (1982)
- Staatspreis der UdSSR im Bereich Wissenschaft und Technik (1989)
- Preis des Ministerrats der UdSSR
- Preis der AN-SSSR und der Bulgarischen Akademie der Wissenschaften
- Preis der Regierung der UdSSR
- Ehrendiplom der Regierung der Russischen Föderation
- Preis der Regierung der Russischen Föderation im Bereich Wissenschaft und Technik (2000)
- Verdienstorden für das Vaterland IV. Klasse (2000)[7]
- Melnikow-Preis der RAN (2007)[8]